# Byron Davies
Henry Byron Davies, Baronul de Gower (n. 4 septembrie 1952, Gower Peninsula⁠(d), Țara Galilor, Regatul Unit) este un politician galez, membru al Partidului Conservator din Regatul Unit.

1. ↑  TheyWorkForYou
2. ↑   http://www.assembly.wales/en/memhome/Pages/MemberProfile.aspx?mid=542 Lipsește sau este vid: |title= (ajutor)